# Prva latvijska stranka/Latvijska pot
Prva latvijska stranka/Latvijska pot (latvijsko Latvijas Pirmā partija/Latvijas Ceļš, LPP/LC) je bila politična stranka v Latviji, ki je bila z združitvijo krščansko-demokratične Latvijske prve stranke (LPP), liberalne Latvijske poti (LC) in regionalista We for our District ter Unije Vidzeme ustanovljena leta 2007. Te stranke so leta 2006 že oblikovale volilno koalicijo. Združeno stranko je vodil Ainārs Šlesers, nekdanji predsednik LPP. Stranka je bila razpuščena decembra 2011.
Na volitvah leta 2010 je stranka kandidirala kot del Za dobro Latvijo z Ljudsko stranko. LPP/LC je dobil tri od osmih sedežev zavezništva. Po razpustitvi Ljudske stranke leta 2011 se je stranka preimenovala v Reformistično stranko LPP/LC Šlesers in na volitvah leta 2011 kandidirala sama, vendar je osvojila le 2,4 % glasov. S tem ni prestopila petodstotnega volilnega praga in izpadla iz parlamenta. Nato se je ime stranke vrnilo v LPP/LC. Konec leta 2011 je kongres stranke sklenil razpustiti stranko.